# Palacio de Justicia del Condado del Bronx
El Palacio de Justicia del Condado del Bronx, también conocido como el Mario Merola Building, es un edificio histórico de palacio de justicia ubicado en los vecindarios de Concourse y Melrose del Bronx en la ciudad de Nueva York (Estados Unidos). Fue diseñado en 1931 y construido entre 1931 y 1934. Es un edificio de piedra caliza de nueve pisos sobre una base de granito rusticado en estilo art déco. Tiene cuatro lados idénticos, un patio interior y un friso diseñado por el destacado escultor Charles Keck. Las esculturas del lado de la calle 161 son del destacado escultor George Holburn Snowden. Dos grupos escultóricos en el lado de Walton Avenue son del destacado escultor Joseph Kiselewski. El Museo de las Artes del Bronx alguna vez estuvo ubicado en el piso principal. El edificio se encuentra a dos cuadras al este-sureste del Yankee Stadium, y al otro lado de la calle 161 desde Joyce Kilmer Park.
Si bien nunca se tituló oficialmente 'Borough Hall', alberga todas las funciones municipales del distrito y está catalogado como un salón municipal en los mapas de la Autoridad de Transporte Metropolitano.  El Bronx Borough Hall independiente anterior fue dañado por un incendio y demolido en 1969, pero había dejado de funcionar oficialmente mucho antes.

## Murales
El Veterans Memorial Hall del primer piso alberga cuatro murales de 3 por 11 m, uno por pared, de James Monroe Hewlett, que representan eventos históricos en el Bronx. Los murales se dieron a conocer en junio de 1934 y presentan los siguientes eventos históricos:
- La llegada de Jonas Bronck – 1639, en lo que ahora es Mott Haven.[3]
- La Primera Reunión de la Corte del Condado de Westchester – 1764, en lo que ahora es Westchester Square.
- La batalla de Pell's Point : 18 de octubre de 1776, en lo que ahora es Pelham Bay Park.
- La salida de George Washington de la Casa Van Cortlandt – noviembre de 1783 en lo que ahora es el Parque Van Cortlandt.

Un mural que representa la llegada de Jonas Bronck, considerado el fundador del distrito, fue creado a principios de la década de 1930 por James Monroe Hewlett. El mural fue dañado por los trabajadores en agosto de 2013. Muchas personas, incluido el propietario de Jonas Bronck's Beer Co y un descendiente informado de Laurens Duyts, un agricultor danés que viajó a Nueva Ámsterdam con Bronck en su barco Fire of Troy, buscaron buscó la restauración del mural antes del centenario de la separación del Bronx del condado de Nueva York en 2014.
Fue incluido en el Registro Nacional de Lugares Históricos en 1983. 

## Nuevo nombre
En febrero de 1988, el alcalde Edward Koch cambió el nombre del palacio de justicia del condado de Bronx a edificio Mario Merola en honor al difunto fiscal de distrito del condado de Bronx, Mario Merola.